# 前4世纪
| 千纪： | 前2千纪 \| 前1千纪 \| 1千纪 |
| 世纪： | 前7世纪 \| 前6世纪 \| 前5世纪 \| 前4世纪 \| 前3世纪 \| 前2世纪 \| 前1世纪                                                      |
| 年代： | 前390年代 \| 前380年代 \| 前370年代 \| 前360年代 \| 前350年代 \| 前340年代 \| 前330年代 \| 前320年代 \| 前310年代 \| 前300年代 |

前400年至前301年的这一段期间被称为前4世纪。

## 重要事件、发展与成就
- 科学技术

- 战争与政治

中國：

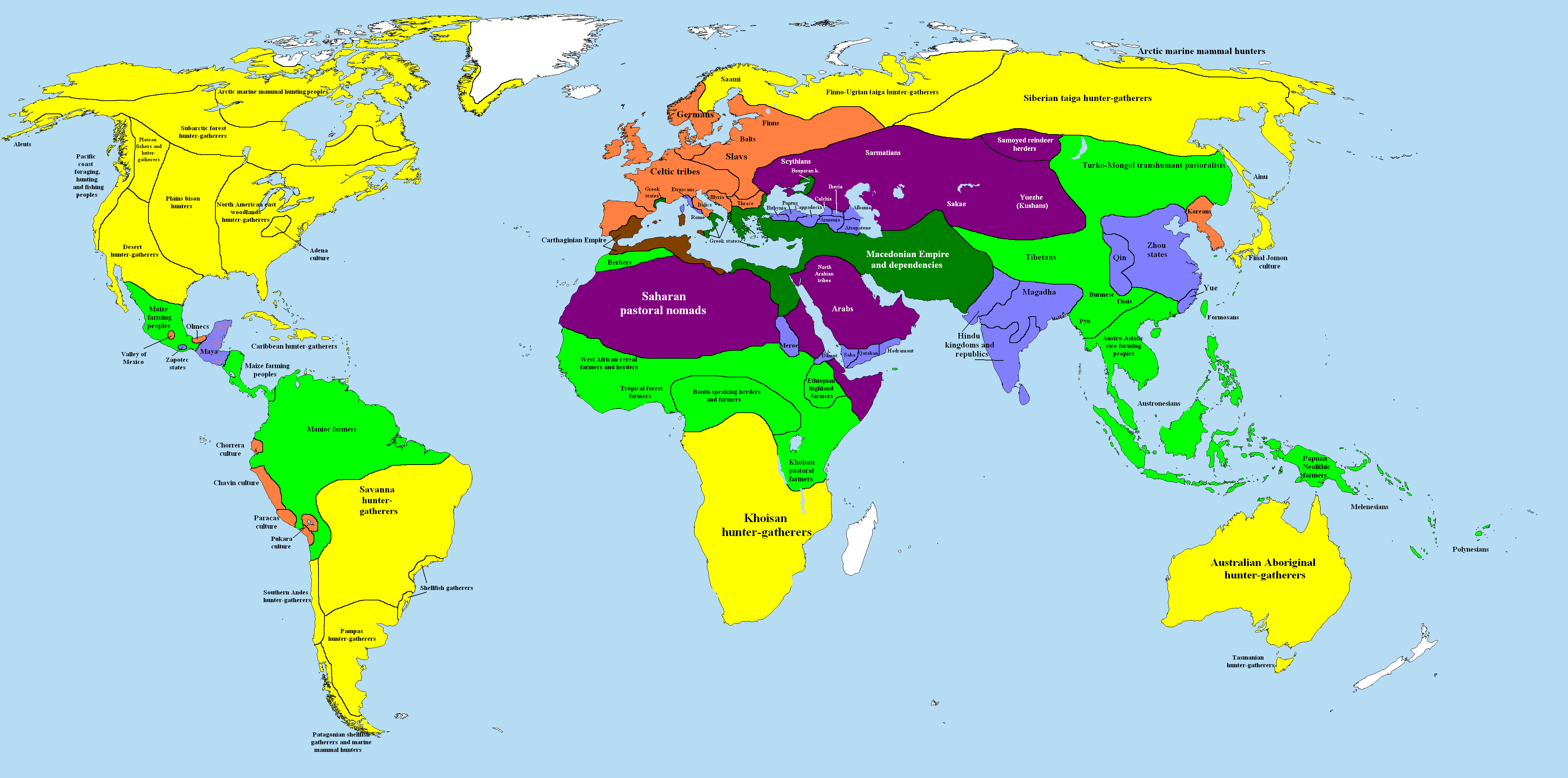
前323年的世界

- - 前342年，春秋戰國時期，齊韓兩國擊敗魏國，使魏國無力與齊秦爭霸，史稱「馬陵之戰」。
  - 前314年，燕國發生內亂，齊國趁火打劫進攻燕國。

歐洲：
- - 前343年—前341年，第一次萨莫奈戰爭（Samnite War）。
  - 前338年，馬其頓帝國（亞歷山大帝國）建立。
  - 前326年—前304年，第二次萨莫奈戰爭（Samnite War）。
  - 前323年6月，亞歷山大大帝去世，馬其頓帝國分裂成多個希臘化國家。

中東：
- - 前327年—前326年，亚历山大大帝灭亡波斯，东征至印度。
- 天灾人祸
  - 前373年，希臘古城赫里克因海嘯而陸沉。

- 文化娱乐
  - 战国策

- 社會與經濟

- 疾病与医学

- 环境与自然资源

- 宗教與哲學
  - 亞里士多德在《論靈魂》（De Anima）裡以形上學的角度討論人與植物、動物的差別。